# Нойкельн (район Берліна)
Нойкельн (нім. Neukölln дослівно «Новий Кельн ») — однойменний район в берлінському адміністративному окрузі Нойкельн, що дав назву всьому округу. До 1920 року Нойкельн був самостійним містом, який до 1912 року називався Ріксдорфом ( нім. Rixdorf а потім був названий на честь колишнього берлінського міста-супутника Кельна -на-Шпрее, поглиненого Берліном.
Після створення «Великого Берліна» у 1920 році місто Нойкельн з прилеглими селами Бріц, Рудов і Букка було приєднане до німецької столиці в якості міського округу. Через високу щільність населення округ Нойкельн не був змінений в ході адміністративної реформи 2001 року, в результаті якої відбулося укрупнення округів столиці.
У зв'язку з тим, що за часів поділу Берліна Нойкельн розташовувався в безпосередній близькості до Берлінського муру, район втратив привабливість для населення, що відбилося на падінні цін на житло. В результаті цього в районі зріс відсоток мігрантів, переважно з Туреччини та арабських країн. Сьогодні 15% населення району мають турецьке коріння і 10% - арабське. Після ліквідації Берлінського муру ізоляція району зникла, однак район продовжує вважатися неблагополучним серед берлінців. Хоча з 2000-х років в північній частині Нойкельну, прилеглої до Кройцберг спостерігаються процеси джентрифікації .

## Галерея
| - Нойкельнськая ратуша - Стара будівля пошти - Будівля суду - Церква Святого Йоанна - Церква Магдалени - Церква Мартіна Лютера - Мечеть поблизу турецького кладовища - Кернер-Парк - Народний парк Хазенхайде - Міський басейн |